# Theatermanufaktur Berlin

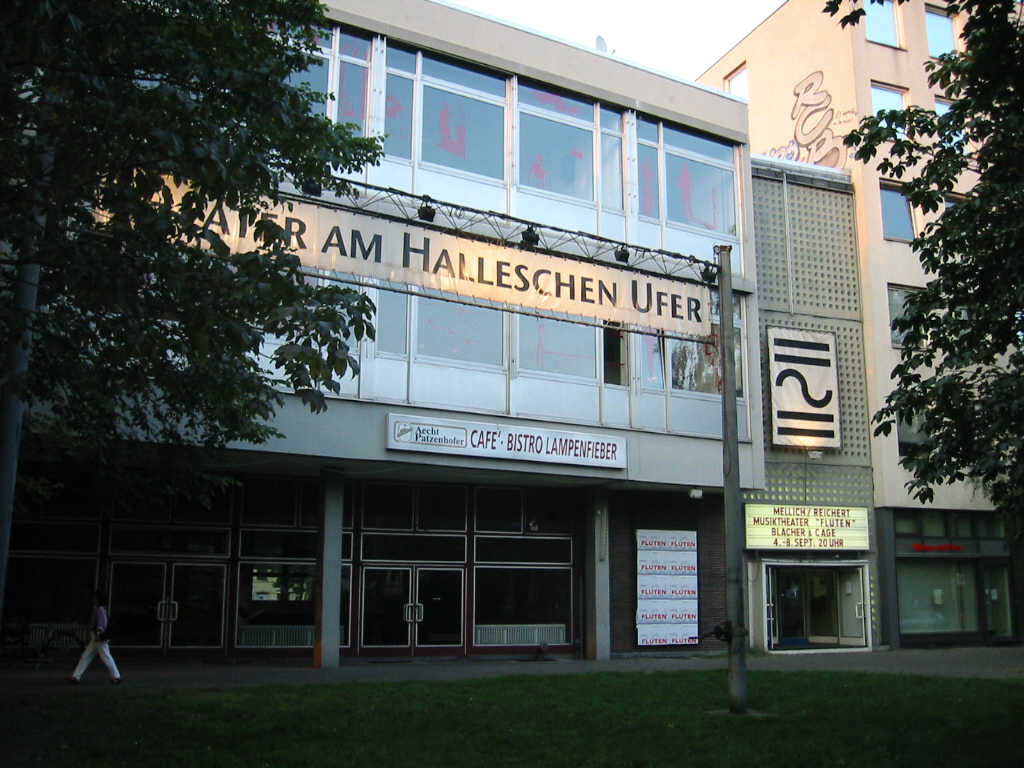
Theater am Halleschen Ufer 2002, zuvor Schaubühne und Theatermanufaktur

Die Theatermanufaktur Berlin war eine zwischen 1970 und 2007 agierende freie Theatergruppe in Berlin.

## Geschichte
Die Gruppe wurde 1970 in West-Berlin von sieben Wiener und westdeutschen Schauspielern um Otto Zonschitz, Ilse Scheer, Michael Ben, Peggy Lukac, Elmar Gutmann und dem Musiker Rudolf Stodola gegründet. Ihre Produktionsstätte war 1972 bis 1982 eine ehemalige Schokoladenfabrik in Neukölln. Für alle Mitglieder der Gruppe gab es gleichen Lohn, ein Prinzip, das lange Zeit aufrechterhalten wurde. Die Bühne war auf der Straße, im Gemeinschaftshaus, in der Turnhalle, der Wirtschaft und im Theater. Das Ensemble reiste quer durch die Bundesrepublik, um Stücke aufzuführen.
Die Stücke wurden meist von Zonschitz verfasst und inszeniert. Die Darbietungen verstanden sich als politisches Theater, welches historisches Material von den Bauernkriegen bis zum südamerikanischen Befreiungskampf aufarbeitete und revueartig lehrstückhaft präsentierte. Berühmt wurde das Ensemble besonders durch das Stück 1848 (1973) auf dem Bolzplatz am Chamissoplatz. Es folgten Johann Faustus (1977 in einer ausgeschmückteren Version, nachdem die Uraufführung 1974 in Tübingen erfolgt war), Das Richtfest (1978), eine Auftragsarbeit der Ruhrfestspiele, und Murieta (1979), eine Auftragsarbeit des Staatstheaters Stuttgart nach Pablo Neruda. Auch Werke von Bertolt Brecht, Peter Weiss und Johann Nestroy wurden inszeniert, außerdem Kabarett-Programme und Liederabende. 1979 erhielt die Theatermanufaktur Berlin den Kulturpreis des DGB.
Von 1982 bis 1992 spielte die Gruppe als „Theatermanufaktur am Halleschen Ufer“ in der Schaubühne am Halleschen Ufer. Nach der Wende verlor sie die Unterstützung durch den Senat von Berlin und musste die Schaubühne verlassen. Seit 1993 ohne festes Haus, spielten die Mitglieder nun an wechselnden Spielorten und auf Tourneen, besonders in Österreich. Zonschitz starb 2005, Scheer 2007. Das Archiv der Theatermanufaktur wurde durch das Österreichische Theatermuseum übernommen.